# کنستانتین سوپکوویچ
کنستانتین سوپکوویچ (انگلیسی: Konstantin Čupković؛ زادهٔ ۲ ژانویهٔ ۱۹۸۷) بازیکن والیبال اهل صربستان است.
کنستانتین در حال حاضر عضو تیم ملی والیبال صربستان و باشگاه ترانسفر بیدگوشچ لهستان است.